# 噶东寺
噶东寺，位于西藏自治区拉萨市堆龙德庆县，是一座藏传佛教格鲁派寺院。

## 简介
噶东寺位于青藏公路线的北山坡上。此地原属东噶宗。
噶东寺是堆龙德庆县境内的古寺，由噶当喇嘛西布西拉于13世纪创建。宗喀巴的上师及宗喀巴本人曾在此闭关修行，所住的山洞留存至今，是拉萨六大闭关修行圣地之一。
噶东寺原属宁玛派，后来属格鲁派的哲蚌寺郭莽扎仓，规定喇嘛人数75人，住持即噶东却杰（དགའ་གདོང་ཆོས་རྒྱལ་）。

## 噶东护法
噶东吹仲是噶东寺的司降神者，为西藏著名的四大护法之一（其他三位是乃琼寺乃琼护法、拉穆寺拉穆护法、桑耶寺桑耶护法）。拉萨一带每逢旱灾、水灾，都要请他降神。噶东吹仲是一名普通僧官，但允许娶妻生子，噶东吹仲一职采取家族传承的办法继承。